# Linia kolejowa nr 235
Linia kolejowa nr 235 – jednotorowa, niezelektryfikowana linia kolejowa znaczenia miejscowego w Gdańsku, łącząca Matarnię ze stacją Gdańsk Osowa.

## Historia

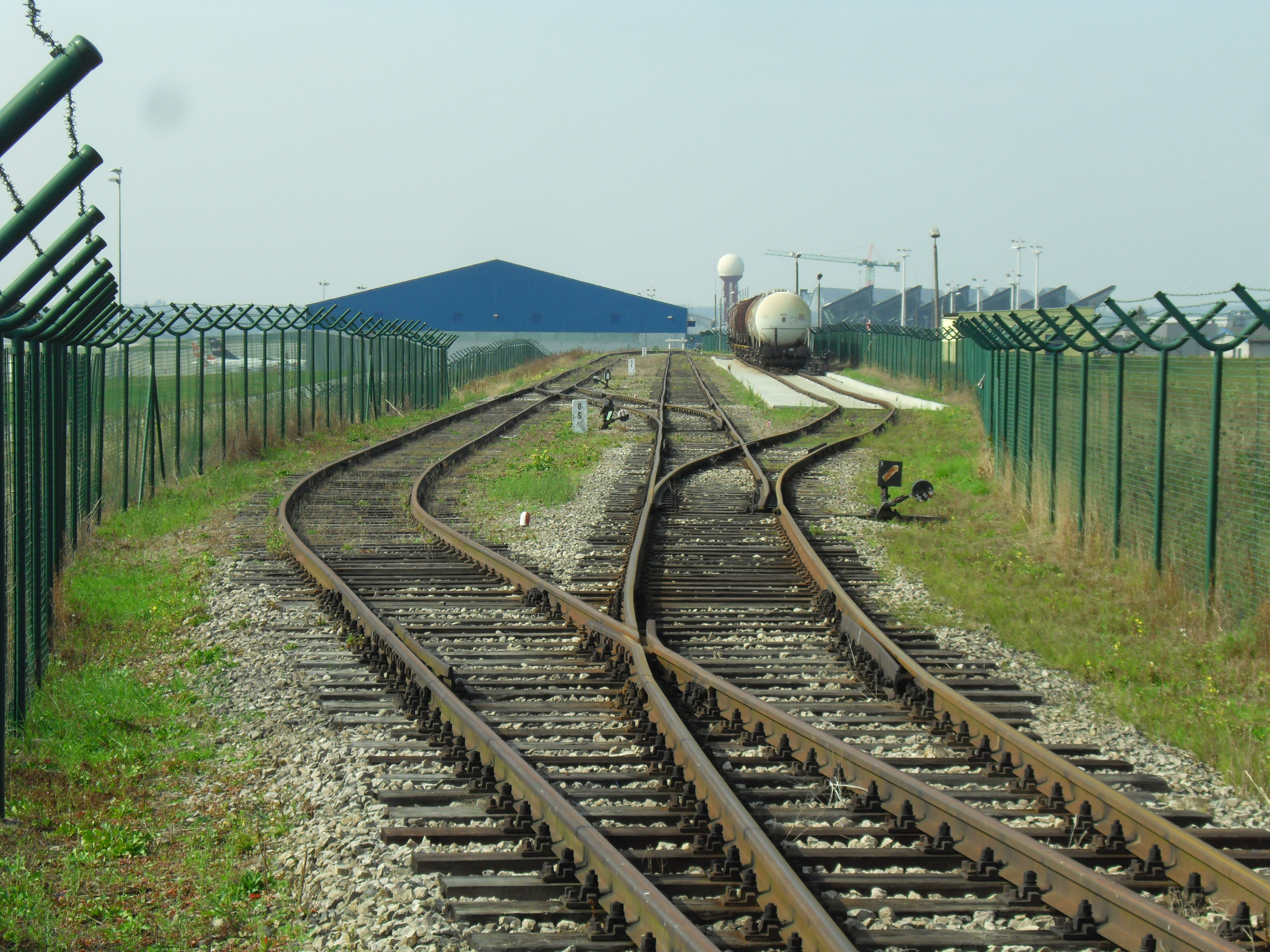
Zakończenie linii w porcie lotniczym Gdańsk

Przed II wojną światową linia ta znajdowała się na terenie Polski, przy granicy z Wolnym Miastem Gdańskiem. W 1921 wybudowano linię Kokoszki – Gdynia jako ominięcie Wolnego Miasta, aby spokojnie umożliwić dojazd do budującego się portu w Gdyni. Oddano ją do użytku 20 listopada 1921. W 1930 ukończono budowę pobliskiej magistrali węglowej Śląsk – Gdynia, co spowodowało zamknięcie i rozebranie odcinka od miejscowości Owczarnia (z przystankiem kolejowym w Wysokiej) aż do Gdyni i połączenie pozostałej części (od Owczarni) z nowo powstałą na magistrali stacją Osowa. Wówczas na linii były tylko dwie stacje — Osowa i Gdańsk Kokoszki.
W latach 1969–1970 dokonano wymiany nawierzchni linii.
W 1973 zostały zawieszone przewozy pasażerskie do Kartuz, a odcinek Kokoszki – Matarnia został rozebrany z powodu budowy portu lotniczego. W marcu 2015 zamknięto odcinek Gdańsk Osowa Grupa Ożarów – bocznica szlakowa Petrolot. Po wybudowaniu Pomorskiej Kolei Metropolitalnej linia nr 235 stała się bezużyteczna. Zastąpiła ją w ruchu towarowym nowa bocznica w ramach linii PKM.